# Jacynthe Poirier
Marie-Jacynthe Poirier (Murdochville, 4 luglio 1962) è un'ex schermitrice canadese.

## Biografia
Ha partecipato ai Giochi della XXIII Olimpiade di Los Angeles nel 1984 ed ai Giochi della XXIV Olimpiade di Seul nel 1988.

## Palmarès
In carriera ha conseguito i seguenti risultati:
- Giochi Panamericani:

San Juan 1979: argento nel fioretto a squadre.